# Cérès (timbre portugais)
Pour les articles homonymes, voir Cérès.
Pour d'autres émissions de timbres utilisant Cérès, voir Cérès (timbre).
Cérès, divinité romaine de l'agriculture, est le sujet d'une série de timbres-poste d'usage courant en usage au Portugal et dans ses colonies du début de 1912 à 1945.

## Au Portugal
Au Portugal, ces timbres sont les premiers émis par la république et ils remplacent les timbres à l'effigie du roi Manuel II déchu en 1910 et des timbres surchargés « REPUBLICA » de 1910-1911.
Dessiné par Constantino de Sobral Fernandes et gravé par José Sérgio de Carvalho e Silva, le timbre représente la déesse Cérès, debout, regardant droit devant elle, une serpe à la main.  La mention supérieure est « REPUBLICA PORTUGUESA », et « CORREIO » en mention inférieure. Il a été imprimé en typographie par la Casa da Moeda.
Le type a connu plusieurs émissions entre le 16 février 1912 et 1931. Quelques-unes ont été particulières :
- en 1928-1929, des surcharges de valeurs sont effectuées,
- en 1929, les timbres sont surchargés « Revalidado »,
- en 1930, la gravure est refaite par Arnoldo Fragoso.

En 1926, une émission en lithographie a lieu. La gravure a été réalisée par Eufénio Carlo Alberto Merondi et l'impression est faite par l'entreprise Thomas de la Rue, à Londres. Les timbres de cette émission se distinguent par l'absence des noms des auteurs en dessous de l'effigie.
Les timbres Cérès sont démonétisés le 30 septembre 1945. En 1943 avaient été émis les timbres au type Caravelle.

## Dans les colonies

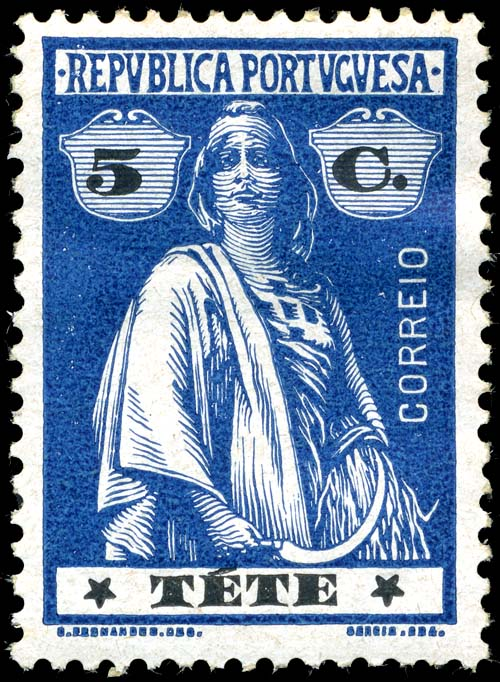
Timbre de Téte

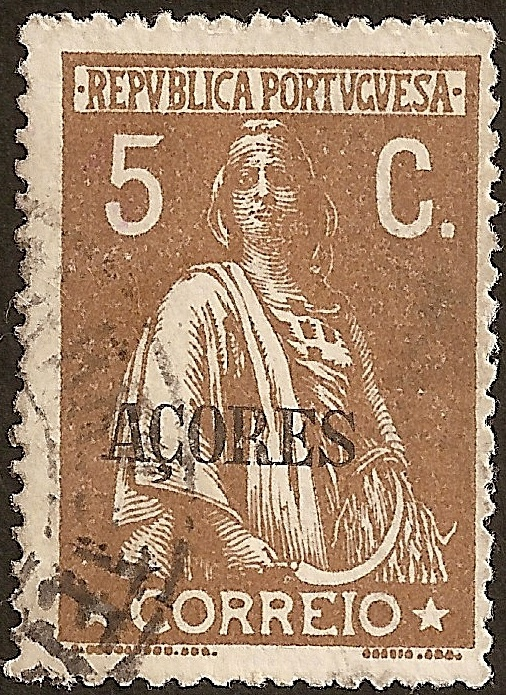
Timbre du Portugal surchargé pour servir aux Açores.

Les timbres Cérès émis dans les colonies se différencient par la mention inférieure imprimée en noir et signalent la colonie où le timbre est en usage.
Par contre, aux Açores, ce sont des timbres portugais qui ont servi surchargés « AÇORES ». Et, en 1928, Madère connaît une émission en taille-douce avec valeurs typographiées effectuée par Perkins, Bacon & Co Ltd, à Londres.